# Filosofía renacentista

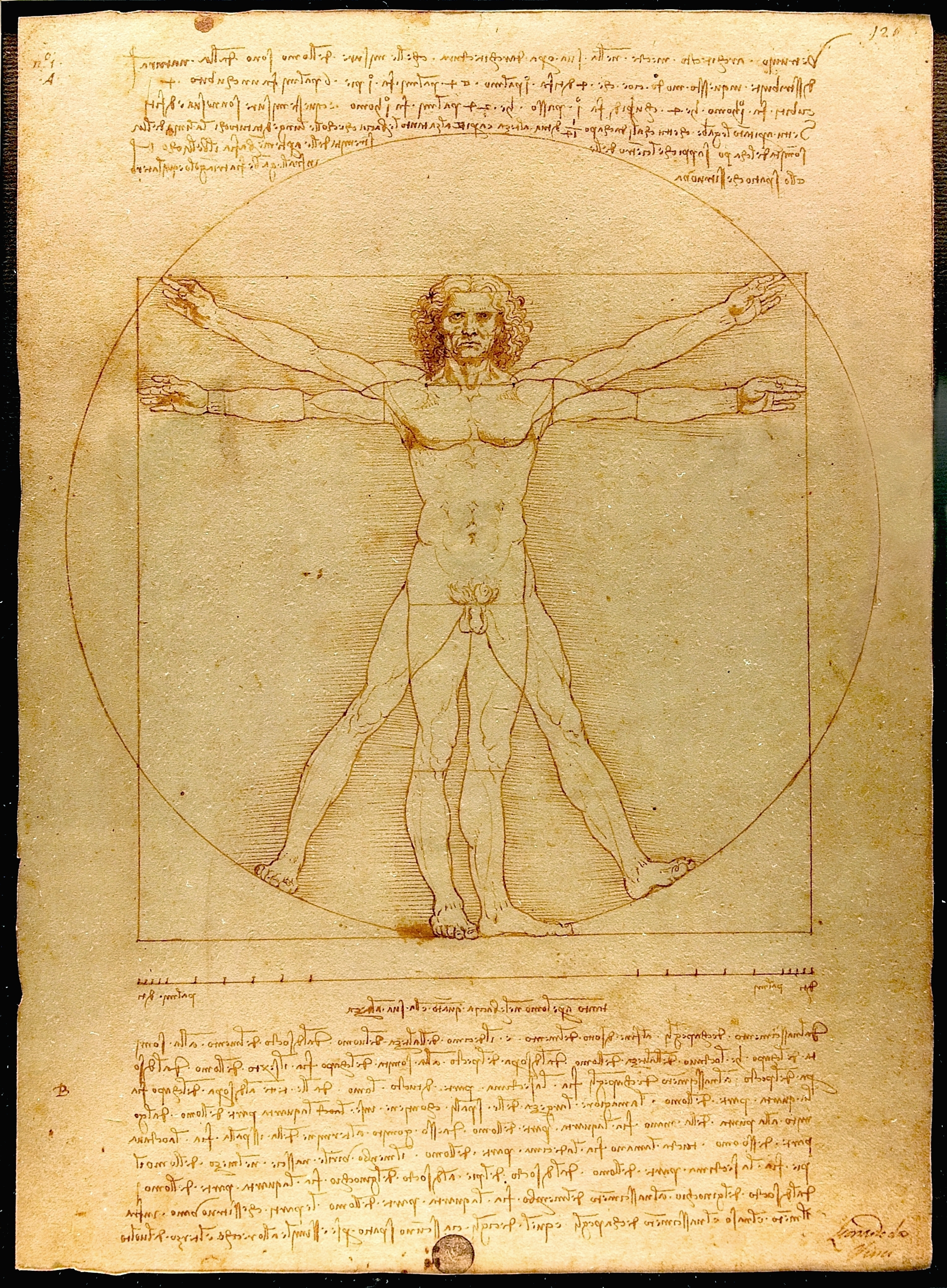
El Hombre de Vitruvio, de Leonardo Da Vinci, resume varias ideas del pensamiento renacentista.

La filosofía renacentista, o filosofía del Renacimiento, es la filosofía que se desarrolló principalmente entre los siglos XV y XVI, comenzando en Italia y avanzando hacia el resto de Europa.
En el Renacimiento, la filosofía todavía era un campo muy amplio que abarcaba los estudios que hoy se asignan a varias ciencias distintas, así como a la teología. Teniendo eso en cuenta, los tres campos de la filosofía que más atención y desarrollo recibieron fueron la filosofía política, el humanismo y la filosofía natural.
En la filosofía política, las rivalidades entre los estados nacionales, sus crisis internas y el comienzo de la colonización europea de América renovaron el interés por problemas acerca de la naturaleza y moralidad del poder político, la unidad nacional, la seguridad interna, el poder del Estado y la justicia internacional. En este campo destacaron los trabajos de Nicolás Maquiavelo, Jean Bodin y Francisco de Vitoria.
El humanismo fue un movimiento que enfatizó el valor y la importancia de los seres humanos en el universo, en contraste con la filosofía medieval, que siempre puso a Dios y al cristianismo en el centro. Este movimiento fue, en primer lugar, un movimiento moral y literario, protagonizado por figuras como Erasmo de Róterdam, Santo Tomás Moro, Bartolomé de las Casas y Michel de Montaigne.
La filosofía de la naturaleza del Renacimiento quebró con la concepción medieval de la naturaleza en términos de fines y ordenamiento divino, y comenzó a pensar en términos de fuerzas, causas físicas y mecanismos. Hubo además un retorno parcial a la autoridad de Platón por sobre Aristóteles, tanto en su filosofía moral, en su estilo literario como en la relevancia dada a la matemática para el estudio de la naturaleza. Nicolás Copérnico, Giordano Bruno, Johannes Kepler, Leonardo da Vinci y Galileo Galilei fueron precursores y protagonistas en esta revolución científica, y Francis Bacon proveyó un fundamento teórico para justificar el método empírico que habría de caracterizar a la revolución. Por otra parte, en la medicina, el trabajo de Andreas Vesalius en anatomía humana revitalizó la disciplina y brindó más apoyo al método empírico. La filosofía de la naturaleza renacentista tal vez se explica mejor por dos proposiciones escritas por Leonardo da Vinci en sus cuadernos:
- Todo nuestro conocimiento tiene sus orígenes en nuestras percepciones.
- No hay certeza en la que no se puedan usar ninguna de las ciencias matemáticas ni ninguna de las ciencias derivadas de las ciencias matemáticas.

De manera similar, Galileo basó su método científico en experimentos, pero también desarrolló métodos matemáticos para su aplicación a problemas de física, un ejemplo temprano de física matemática. Estas dos formas de concebir el conocimiento humano formaron el fondo para el inicio del empirismo y el racionalismo, respectivamente.
Otros filósofos del renacimiento influyentes fueron Pico della Mirandola, Nicolas de Cusa, Michel de Montaigne, Francisco Suárez, Erasmo de Róterdam, Pietro Pomponazzi, Bernardino Telesio, Johannes Reuchlin, Tommaso Campanella, Gerolamo Cardano y Luis Vives.

## Humanismo renacentista
El humanismo renacentista es un movimiento intelectual y filosófico europeo estrechamente ligado al Renacimiento cuyo origen se sitúa en la Italia del siglo XV (especialmente en Florencia, Roma y Venecia), con precursores, como Dante Alighieri (1265-1321), Francesco Petrarca (1304-1374) y Giovanni Boccaccio (1313-1375). Busca los modelos de la Antigüedad Clásica y retoma el antiguo humanismo grecorromano. Mantiene su hegemonía en buena parte de Europa hasta finales del siglo XVI. A partir de entonces se fue transformando y diversificando con los cambios espirituales provocados por el desarrollo social e ideológico: los principios propugnados por las reformas protestantes (luteranismo, calvinismo, anglicanismo) y la Contrarreforma católica; y más adelante la Ilustración (siglo XVIII) y la Revolución francesa (1789-1799).
El movimiento, fundamentalmente ideológico, tuvo asimismo una estética impresa paralela, plasmada, por ejemplo, en nuevas formas de letra, como la redonda, conocida como Letra humanística, evolución de las letras Fraktur tardogóticas desarrollada en el entorno de los humanistas florentinos como Poggio Bracciolini y de la cancillería papal, que vino a sustituir mediante la imprenta a la letra gótica medieval.
La expresión humanitatis studia fue contrapuesta por el humanista y político italiano Coluccio Salutati a los estudios teológicos y escolásticos cuando tuvo que hablar de las inclinaciones intelectuales de su amigo Francesco Petrarca; en este, humanitas significaba propiamente lo que el término griego filantropía, amor hacia nuestros semejantes, pero indicando un eje fundamental opuesto al teocentrismo de la cultura clerical del Medioevo que se situaba en torno al hombre, el antropocentrismo, como había ocurrido en la cultura clásica grecolatina. Por eso el término estaba rigurosamente unido a las litterae o estudio de las letras clásicas. En el siglo XIX se creó el neologismo germánico Humanismus para designar una teoría de la educación en 1808, término que se utilizó después, sin embargo, como opuesto a la escolástica (1841) para, finalmente, aplicarlo al periodo del resurgir de los estudios clásicos por Georg Voigt, cuyo libro El resurgimiento de la edad clásica durante el primer siglo del Humanismo (1859) fue durante un siglo una obra considerada fundamental sobre este tema.
El Humanismo propugnaba, frente al canon eclesiástico en prosa, que imitaba el latín tardío de los Santos Padres y empleaba el simple vocabulario y sintaxis de los textos bíblicos traducidos, los studia humanitatis, una formación íntegra del hombre en todos los aspectos fundada en las fuentes clásicas grecolatinas, muchas de ellas entonces buscadas y descubiertas en las bibliotecas de los monasterios de todo el continente europeo. En pocos casos estos textos fueron traducidos gracias al trabajo, entre otros, de Averroes y a la infatigable búsqueda de manuscritos por eruditos monjes humanistas en los monasterios de toda Europa. La labor estaba destinada a acceder así a un latín más puro, brillante y genuino, y al redescubrimiento del griego gracias al forzado exilio a Europa de los sabios bizantinos tras la caída de Constantinopla, y con ella del Imperio romano de Oriente, en poder del Imperio otomano en 1453. La segunda y local tarea fue buscar restos materiales de la Antigüedad Clásica en el segundo tercio del siglo XV, en lugares con ricos yacimientos, y estudiarlos con los rudimentos de la metodología de la arqueología, para conocer mejor la escultura y arquitectura. En consecuencia el humanismo debía restaurar todas las disciplinas que ayudaran a un mejor conocimiento y comprensión de estos autores de la Antigüedad Clásica, a la que se consideraba un modelo de conocimiento más puro que el debilitado en la Edad Media, para recrear las escuelas de pensamiento filosófico grecolatino e imitar el estilo y lengua de los escritores clásicos, y por ello se desarrollaron extraordinariamente la gramática, la retórica, la literatura, la filosofía moral y la historia, ciencias ligadas estrechamente al espíritu humano, en el marco general de la filosofía: las artes liberales o todos los saberes dignos del hombre libre frente al dogmatismo cerrado de la teología, expuesto en tratados sistemáticos y abstractos que excluían la multiplicidad de perspectivas y la palabra viva y oral del diálogo y la epístola, típicos géneros literarios humanísticos, junto a la biografía de héroes y personajes célebres, que testimonia el interés por lo humano frente a la hagiografía o vida de santos medievales, y la mitología, que representa un rico repertorio de la conducta humana más sugerente para los humanistas que las castrantes leyendas piadosas, vidas de santos y hagiografías de Jacopo della Vorágine y su leidísima Leyenda dorada. Este tipo de formación se sigue considerando aún hoy como humanista.

## Continuidades
La estructura, las fuentes, el método y los temas de la filosofía en el Renacimiento tenían mucho en común con los de los siglos anteriores.

### Estructura de la filosofía

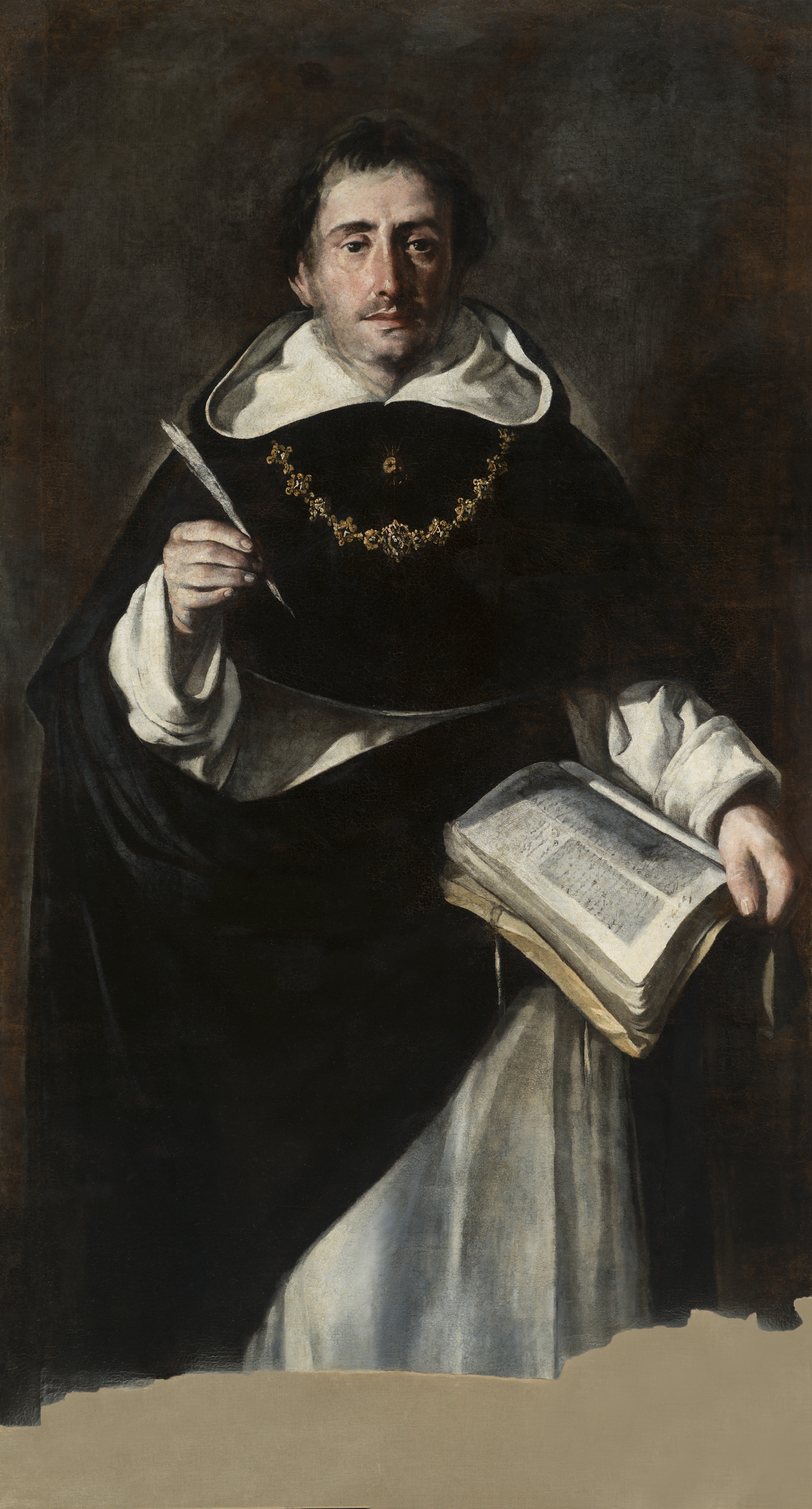
Retrato de Santo Tomás por Antonio del Castillo y Saavedra, ca. 1649

Sobre todo a partir de la recuperación de gran parte de los escritos aristotélicos en los siglos XII y XIII, quedó claro que, además de los escritos de Aristóteles sobre lógica, que ya se conocían, había otros numerosos que tenían que ver aproximadamente con la filosofía natural, la filosofía moral y la metafísica. Estas áreas proporcionaron la estructura para el plan de estudios de filosofía de las universidades emergentes. En general, se suponía que las ramas más "científicas" de la filosofía eran las más teóricas y, por tanto, de mayor aplicación. También durante el Renacimiento, muchos pensadores consideraban que éstas eran las principales áreas filosóficas, y que la lógica proporcionaba un entrenamiento de la mente para abordar las otras tres.

### Fuentes de la filosofía

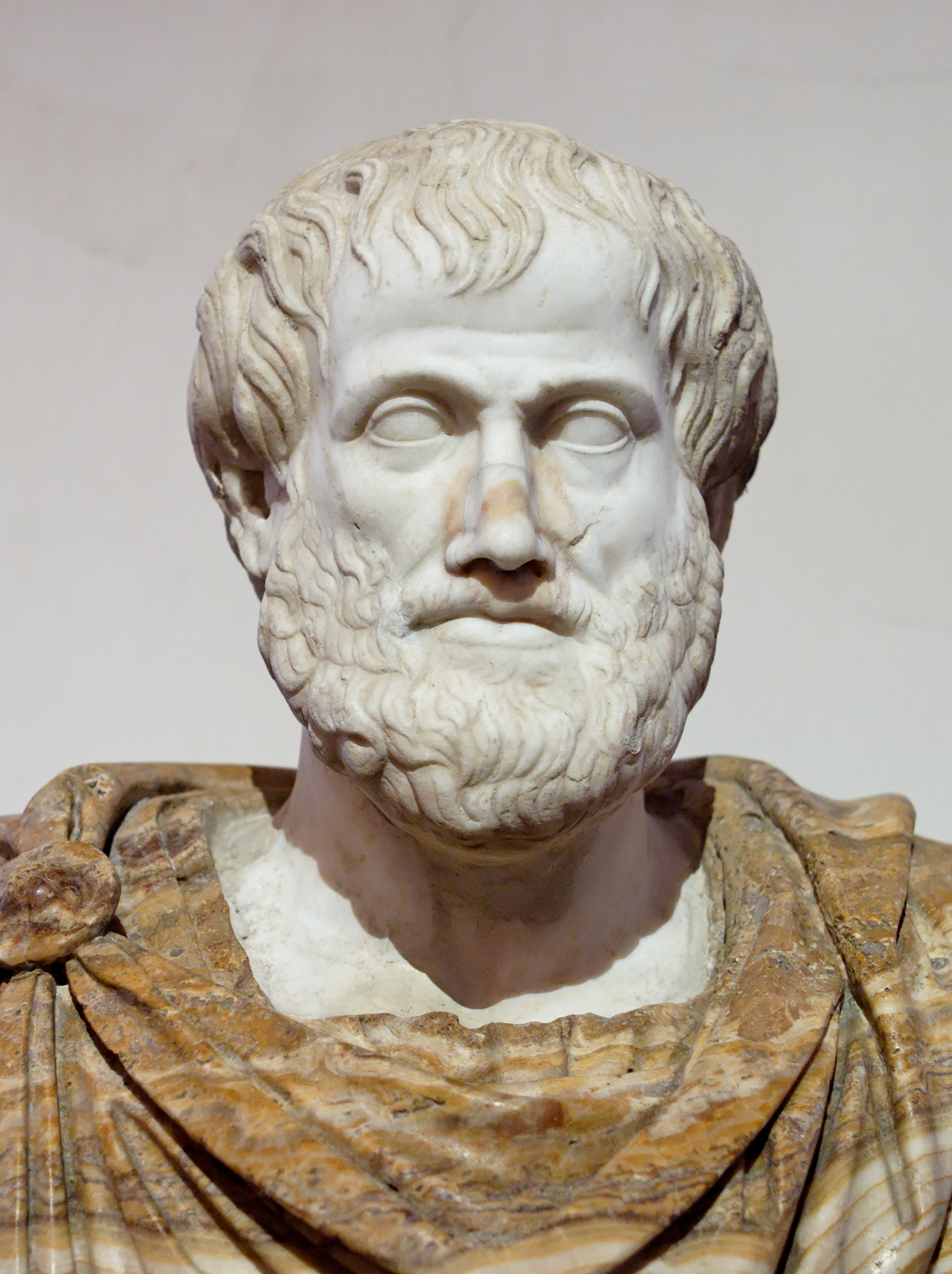
Busto de Aristóteles, copia romana de un original griego en bronce de Lisipo del año 330 a. C.

### Método de la filosofía

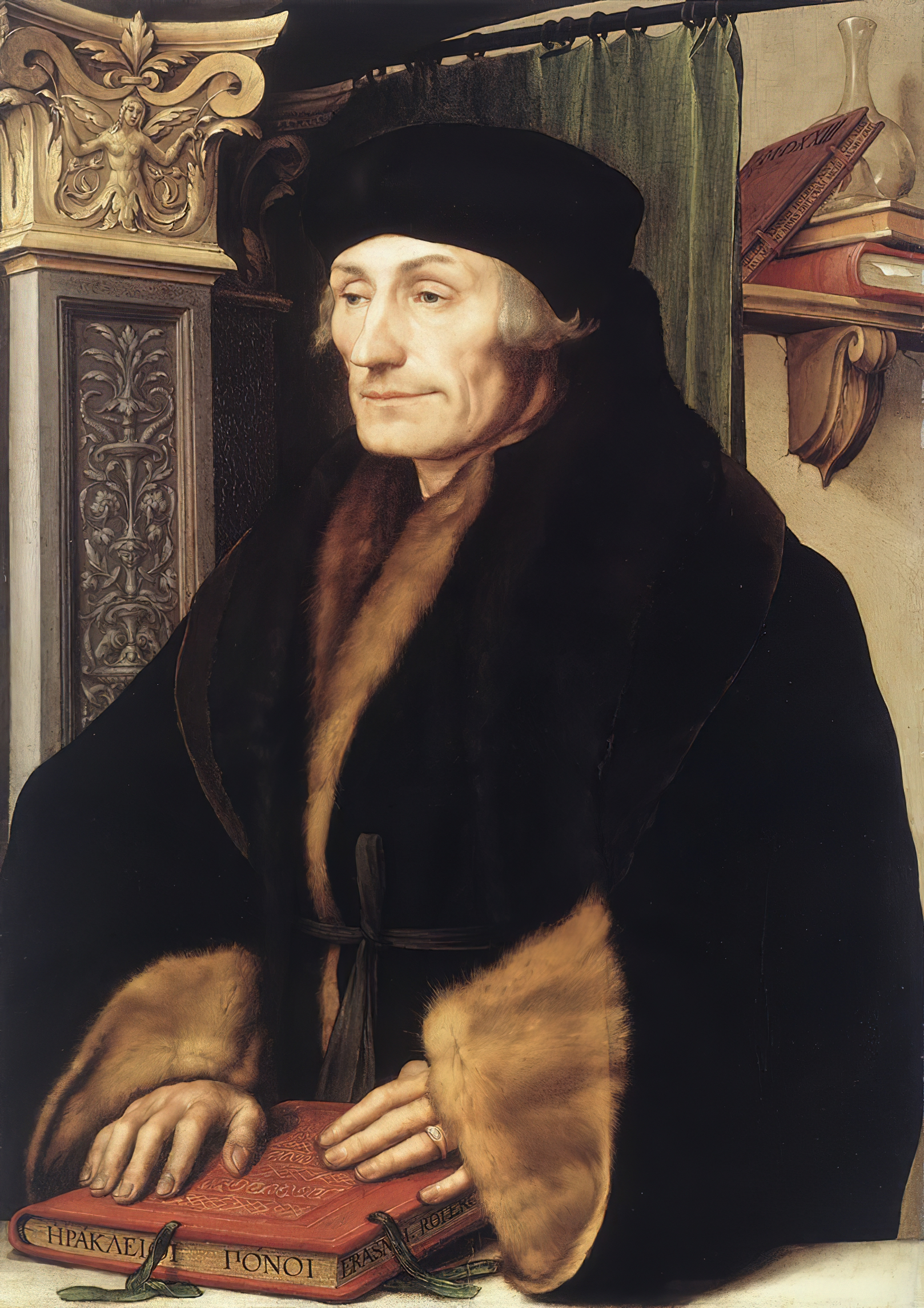
Retrato de Erasmo por Hans Holbein el Joven, 1523